# Деяния архиепископов гамбургской церкви
Деяния архиепископов Гамбургской церкви (лат. Gesta Hammaburgensis ecclesiae pontificum) — средневековая хроника, написанная каноником Адамом Бременским между 1075 и 1080 годом. В ней описан период с 789 года до 1072 года, когда умер архиепископ Адальберт Гамбург-Бременский.
Это сочинение является одним из главных источников по ранней скандинавской и северогерманской истории и географии. Оно включает в себя описание взаимоотношений саксов, вендов и данов. Четвёртая книга описывает географию Скандинавии, Балтийского региона, Исландии, Гренландии и Винланда. Это старейшее из известных нам упоминаний о Северной Америке.

## Состав
Хроника состоит из четырех книг:
- Liber I
- Liber II
- Liber III
- Liber IV: Descriptio insularum aquilonis (Описание северных островов)
- M. Adami epilogus ad Liemarum episcopum

## Издания
- Адам Бременский. Деяния архиепископов гамбургской церкви / Пер. И. В. Дьяконова // Адам Бременский, Гельмольд из Босау, Арнольд Любекский. Славянские хроники. — М.: СПСЛ; Русская панорама, 2011. — (MEDIÆVALIA: средневековые литературные памятники и источники). — ISBN 978-5-93165-201-6. — С. 7—150.
- Адам Бременский. Деяния архиепископов гамбургской церкви // Немецкие анналы и хроники X—XI столетий / Перев. И. В. Дьяконова и В. В. Рыбакова. — М.: Русский Фонд Содействия Образованию и Науке, 2012. — С. 297—449.